# Anatella ciliata
Anatella ciliata es una especie de mosquito del género Anatella, de la familia Mycetophilidae, orden Diptera. Fue descrita por Winnertz en 1863.
Se distribuye por Europa: Estonia, Reino Unido, Finlandia y Noruega. Fue publicada en Beitrag zu einer Monographie der Pilzmücken. Abh. Zool.-Bot. Ges. Wien 13: 637-964, 4 pls.